# Unión de las Industrias Ferroviarias Europeas
UNIFE, acrónimo de Unión de las Industrias Ferroviarias Europeas (Union des Industries Ferroviaires Européennes en idioma francés y oficialmente), es la asociación comercial europea de las empresas fabricantes de material ferroviario.
Agrupa asociaciones empresariales de 11 países europeos.